# Konrad Ramotowski
Konrad Ramotowski, pseud. Destroyer (ur. 4 października 1984 w Krakowie), znany również jako Nemesis – polski muzyk, kompozytor i instrumentalista. 

## Życiorys
Konrad Ramotowski znany jest przede wszystkim z występów w zespole Hate, którego był członkiem w latach 2006-2015. Wraz z grupą nagrał cztery albumy studyjne: Morphosis z 2008, wydany w 2010 Erebos, Solarflesh – A Gospel of Radiant Divinity z 2013 oraz wydany w 2015 roku Crusade:Zero. Destroyer współpracował ponadto z takimi grupami jak: Kriegsmaschine, Stillborn, Crionics oraz Moloch.
Muzyk jest endorserem instrumentów firmy Ibanez. Wcześniej był związany z firmą Fernandes.

## Dyskografia
- Kriegsmaschine – A Thousand Voices (EP, 2004, Blutreinheit Productions)
- Kriegsmaschine – Altered States of Divinity (2005, Todeskult Records)
- Kriegsmaschine – Szron / Kriegsmaschine (2006, Under the Sign of Garazel Productions, split z Szron)
- Stillborn – Manifiesto de Blasfemia (2007, Pagan Records, gościnnie)[7]
- Hate – Morphosis (2008, Listenable Records)
- Stillborn – Esta Rebelión Es Eterna (2008, Dissonance Records, gościnnie)[8]
- Kriegsmaschine – Transfigurations (2010, Malignant Voices, split z Infernal War)
- Hate – Erebos (2010, Listenable Records)
- Hate – Solarflesh – A Gospel of Radiant Divinity (2013, Napalm Records)
- Sabaton – 40:1 (2013, Złoty Melon, gościnnie: śpiew)[9]
- Kriegsmaschine – Enemy of Man (2014, No Solace)
- Hate – Crusade:Zero (2015, Napalm Records)